# Shouting Out (Stripped)
Shouting Out (Stripped) è un singolo del gruppo musicale statunitense Grey Daze, pubblicato l'11 dicembre 2020 come unico estratto dal primo EP Amends...Stripped.

## Descrizione
Traccia d'apertura dell'EP, si tratta di una versione acustica dell'omonimo brano originariamente contenuto nel primo album Wake Me e successivamente rivisitato per Amends. Riguardo alla scelta di arrangiare il brano in veste acustica, il batterista Sean Dowdell ha spiegato:

## Video musicale
In concomitanza con il lancio del singolo i Grey Daze hanno reso disponibile attraverso il loro canale YouTube un lyric video diretto da Team Computer e Marc Silverstein.

## Tracce
Testi di Chester Bennington e Sean Dowdell, musiche di Chester Bennington, Sean Dowdell, Jason Barnes e Jonathan Krause.
1. Shouting Out (Stripped) – 3:21

## Formazione
Gruppo
- Chester Bennington – voce
- Sean Dowdell – batteria, percussioni
- Mace Beyers – basso, chitarra a dodici corde
- Cristin Davis – chitarra, chitarra a dodici corde

Produzione
- Billy Bush – produzione, registrazione, missaggio, produzione esecutiva
- Esjay Jones – coproduzione
- Cory Spotts – assistenza tecnica
- Joe LaPorta – mastering